# Élections régionales de 1974 en Hesse
Les élections régionales de 1974 en Hesse (en allemand : Landtagswahl in Hessen 1974) se tiennent le 27 octobre 1974, afin d'élire les 110 députés de la 8e législature du Landtag, pour un mandat de quatre ans.
Le scrutin est marqué par la première victoire de la CDU en Hesse et qui échoue à trois sièges de la majorité absolue. Le ministre-président Albert Osswald du SPD se maintient au pouvoir en confirmant sa « coalition sociale-libérale » avec le FDP.

## Contexte
Aux élections régionales du 8 novembre 1970, le SPD du ministre-président Albert Osswald, entré en fonction en 1969, s'impose de nouveau comme la première force politique du Land. Avec 45,9 % des voix, il remporte 53 sièges au Landtag mais perd ainsi la majorité absolue dont il bénéficiait depuis 1962.
La CDU, sous l'autorité de son nouveau chef de file, le bourgmestre de Fulda Alfred Dregger, confirme sa position de deuxième parti en Hesse. Elle réunit 39,7 % des suffrages, ce qui constitue à l'époque son record, et 46 élus. Elle est suivie du FDP de Heinz-Herbert Karry, qui rassemble 10,1 % des exprimés et fait élire 11 parlementaires. Le NPD, après quatre années de présence au sein du Landtag, est exclu de l'assemblée parlementaire avec 3 % des voix.
Osswald forme alors une « coalition sociale-libérale » entre le SPD et le FDP, dans laquelle Karry est vice-ministre-président, ministre de l'Économie et de la Technologie.

## Mode de scrutin
Le Landtag est constitué de 110 députés (en allemand : Mitglied des Landtags, MdL), élus pour une législature de quatre ans au suffrage universel direct et suivant le scrutin proportionnel d'Hondt.
Chaque électeur dispose d'une voix, qui compte double : elle lui permet de voter pour un candidat de sa circonscription, selon les modalités du scrutin uninominal majoritaire à un tour, le Land comptant un total de 55 circonscriptions ; elle est alors automatiquement attribuée au parti politique dont ce candidat est le représentant.
Lors du dépouillement, l'intégralité des 110 sièges est répartie en fonction des voix attribuées aux partis, à condition qu'un parti ait remporté 5 % des voix au niveau du Land. Si un parti a remporté des mandats au scrutin uninominal, ses sièges sont d'abord pourvus par ceux-ci.
Dans le cas où un parti obtient plus de mandats au scrutin uninominal que la proportionnelle ne lui en attribue, la taille du Landtag est augmentée jusqu'à rétablir la proportionnalité.

## Campagne

### Principaux partis
| Parti | Parti                                                                              | Chef de file                                 | Résultat en 1970           |
| ----- | ---------------------------------------------------------------------------------- | -------------------------------------------- | -------------------------- |
|       | Parti social-démocrate d'Allemagne Sozialdemokratische Partei Deutschlands         | Albert Osswald (Ministre-président)          | 45,9 % des voix 53 députés |
|       | Union chrétienne-démocrate d'Allemagne Christlich Demokratische Union Deutschlands | Alfred Dregger                               | 39,7 % des voix 46 députés |
|       | Parti libéral-démocrate Freie Demokratische Partei                                 | Heinz-Herbert Karry (Ministre de l'Économie) | 10,1 % des voix 11 députés |

## Résultats

### Voix et sièges
| Parti                             | Parti                                        | Voix      | Voix  | Sièges | Sièges        | Sièges | Sièges | Sièges        |
| Parti                             | Parti                                        | Votes     | %     | MU1    | +/-           | Liste  | Total  | +/-           |
| --------------------------------- | -------------------------------------------- | --------- | ----- | ------ | ------------- | ------ | ------ | ------------- |
|                                   | Union chrétienne-démocrate d'Allemagne (CDU) | 1 528 793 | 47,32 | 35     | 18            | 18     | 53     | 7             |
|                                   | Parti social-démocrate d'Allemagne (SPD)     | 1 394 123 | 43,16 | 20     | 18            | 29     | 49     | 4             |
|                                   | Parti libéral-démocrate (FDP)                | 238 726   | 7,39  | 0      | en stagnation | 8      | 8      | 3             |
|                                   | Parti national-démocrate d'Allemagne (NPD)   | 32 713    | 1,01  | 0      | en stagnation | 0      | 0      | en stagnation |
|                                   | Parti communiste allemand (DKP)              | 28 699    | 0,89  | 0      | en stagnation | 0      | 0      | en stagnation |
|                                   | Autres                                       | 7 366     | 0,23  | 0      | en stagnation | 0      | 0      | en stagnation |
|                                   |                                              |           |       |        |               |        |        |               |
| Votes valides                     | Votes valides                                | 3 230 420 | 98,96 |        |               |        |        |               |
| Votes blancs et nuls              | Votes blancs et nuls                         | 33 789    | 1,04  |        |               |        |        |               |
| Total                             | Total                                        | 3 264 209 | 100   | 55     | en stagnation | 55     | 110    | en stagnation |
| Abstentions                       | Abstentions                                  | 586 014   | 15,22 |        |               |        |        |               |
| Nombre d'inscrits / participation | Nombre d'inscrits / participation            | 3 850 223 | 84,78 |        |               |        |        |               |